# Tritonal (gruppo musicale)
Tritonal è un duo musicale statunitense originario di Austin, in Texas, composto dai produttori e DJ Chad Cisneros e David Reed. Sono noti anche per la conduzione del programma radiofonico Tritonia.

## Storia del gruppo
Costituito nel 2008, il duo di produzione e DJ fu il numero 65 tra i Top 100 DJ di DJ Mag del 2012 e uno dei "10 artisti da guardare nel 2013" secondo MTV Clubland.
Nei loro primi anni, collaborarono con la cantante concittadina Cristina Soto per i vocali delle loro tracce. Hanno anche condotto uno spettacolo radiofonico di trance noto come Air Up There.
Nel 2008 il loro brano Lights Over Austin fu inserito nella raccolta Anjunabeats Volume Six di Above & Beyond.
Nel 2010 i Tritonal formarono l'ormai defunta sotto etichetta trance Air Up There Recordings (dal nome del loro precedente programma radiofonico) con Enhanced Music. La prima uscita è stata Hands to Hold Me, con la collaborazione di Cristina Soto.
Il loro album di debutto del 2011 Piercing the Quiet ha prodotto otto singoli classificati nella top 20 di Beatport, dei quali cinque hanno mantenuto la posizione n. 1 nella classifica trance per oltre tre settimane. Nel settembre 2012 hanno pubblicato l'album remix Piercing the Quiet Remixed, che è entrato nella top 5 della classifica degli album dance di iTunes. Dopo 100 episodi del loro programma radiofonico Air Up There, lo hanno concluso con un'esibizione dal vivo sold out nella loro città natale Austin. Un nuovo programma chiamato Tritonia va ora in onda su Sirius XM Electric Area ogni sabato alle 14:00 EST, con trasmissioni di martedì alle 20:00.
Nel 2013 i Tritonal hanno cambiato il loro stile da trance a house, testimone la serie di EP tra il 2013 e il 2014 intitolata Metamorphic. Il primo EP, Metamorphic I, è stato pubblicato il 25 marzo con remix del loro brano Bullet That Saved Me in collaborazione con Underdown uscito nell'aprile 2013. Il 16 aprile seguente, i Tritonal hanno annunciato tramite i social media che si sarebbero uniti a Will Holland come comproprietari e direttori di Enhanced Music. La loro sottoetichetta Air Up There Recordings ha avuto la sua ultima uscita il 9 settembre 2013.
Al gennaio 2018, i Tritonal hanno oltre 200 produzioni e remix originali e sono stati supportati da DJ come Armin van Buuren, Above & Beyond, Tiësto, Steve Aoki, Nicky Romero, Cash Cash, Ferry Corsten, Markus Schulz e altri. Nel 2013 hanno suonato in festival come Electric Daisy Carnival, Escape from Wonderland, Ultra Music Festival, Electric Zoo Festival e Creamfields Australia. Nell'estate 2013 i Tritonal hanno intrapreso un tour in oltre 40 città di tutto il Nord America. Nel 2015 la loro canzone Untouchable con Cash Cash è stata inserita nella Top 100 di fine anno di Billboard delle canzoni dance/elettroniche.
Nel 2016 hanno pubblicato il loro secondo album Painting with Dreams. Il loro terzo album in studio, U & Me, è stato pubblicato ne giugno 2019.

## Discografia

### Album in studio
- 2011 – Piercing the Quiet (Enhanced Recordings)
- 2016 – Painting with Dreams (Enhanced Recordings)
- 2019 – U & Me (Enhanced Recordings)

### EP
- 2008 – Forever (Levare Recordings)
- 2008 – Lights Over Austin / Northern Aura (Anjunabeats)
- 2008 – Somnium / Photographique (Enhanced Recordings)
- 2009 – Evangelia / Sephoria (Fraction Records)
- 2009 – Kinetik (Stellar Sounds)
- 2010 – Suede / Sideswing (Garuda Records)
- 2013 – Metamorphic I (Enhanced Recordings)
- 2013 – Metamorphic II (Enhanced Recordings)
- 2014 – Metamorphic III (Enhanced Recordings)

### Compilation
- 2010 – Enhanced Sessions Volume Two (con Ferry Tayle)
- 2013 – Tritonia Chapter 001
- 2015 – Tritonia Chapter 002

### Singoli
- 2008 – Essence of Kea (Levare Recordings)
- 2008 – Eternal Radiance (System Recordings)
- 2008 – Organic Interface (Fraction Records)
- 2008 – Walk with Me (featuring Cristina Soto) (Coldharbour Recordings)
- 2009 – Cloudbase (Levare Recordings)
- 2009 – I Can Feel (Levare Recordings)
- 2009 – Crash Into Reason (featuring Cristina Soto) (Coldharbour Recordings)
- 2009 – Daybreak (featuring Cristina Soto) (Coldharbour Recordings)
- 2009 – Invincible Sun (featuring Cristina Soto) (S107 Recordings)
- 2009 – Jump Off (featuring Hannah Sky) (In Trance We Trust)
- 2009 – Let Solitude (featuring Cristina Soto) (Flashover Recordings)
- 2009 – Lunarium (featuring Cristina Soto) (Alter Ego Records)
- 2009 – Piercing Quiet (featuring Cristina Soto) (Flashover Recordings)
- 2009 – Sky Nights (Fraction Records)
- 2009 – What I Say (AVA Recordings)
- 2009 – Spellbound (Coldharbour Recordings)
- 2010 – Driftoff (Levare Recordings)
- 2010 – Audio Rush (Fraction Records)
- 2010 – Forgive Me, Forget You (featuring Cristina Soto) (Premier)
- 2010 – Hands to Hold Me (featuring Cristina Soto) (Air Up There Recordings)
- 2011 – Lifted (featuring Cristina Soto) (Air Up There Recordings)
- 2011 – Broken Down (featuring Meredith Call) (Air Up There Recordings)
- 2011 – I Can Breathe (featuring Jeza) (Air Up There Recordings)
- 2011 – Something New (featuring Jenry R) (Air Up There Recordings)
- 2011 – Still With Me (featuring Cristina Soto) (Air Up There Recordings)
- 2012 – Slave (Tritonal and Ben Gold Dub Remix) (Air Up There Recordings)
- 2012 – Can't Keep It In (featuring Jeza) (Air Up There Recordings)
- 2012 – Turbine (Alter Ego Records)
- 2012 – Apex (con Ben Gold) (Garuda)
- 2012 – Everafter (featuring Cristina Soto) (Air Up There Recordings)
- 2012 – Azuca (con Kaeno)
- 2012 – Arc (con Super8 & Tab) (Air Up There Recordings)
- 2013 – Bullet That Saved Me (featuring Underdown) (Enhanced Recordings)
- 2013 – Calling Your Name (con BT e Emma Hewitt) (Armada Music)
- 2013 – Reset (con 7 Skies) (Dim Mak Records)
- 2013 – Follow Me Home (featuring Underdown) (Enhanced Recordings)
- 2013 – Now or Never (featuring Phoebe Ryan) (Enhanced Recordings)
- 2013 – Electric Glow (featuring Skyler Stonestreet) (Enhanced Recordings)
- 2014 – Colors (con Paris Blohm featuring Sterling Fox) (Protocol Recordings)
- 2014 – Satellite (featuring Jonathan Mendelsohn) (Enhanced Recordings)
- 2014 – Anchor (Enhanced Recordings)
- 2014 – Seraphic (con Mr FijiWiji) (Enhanced Recordings)
- 2015 – Ginsu (Mainstage Music)
- 2015 – Lost (Tritonal vs. Juventa featuring Micky Blue) (Enhanced Recordings)
- 2015 – Untouchable (featuring JHart) (Cash Cash vs. Tritonal) (Big Beat Records)
- 2015 – Gamma Gamma (Enhanced Recordings)
- 2015 – Until You Were Gone (con The Chainsmokers featuring Emily Warren) (Disruptor Records)
- 2016 – Blackout (featuring Steph Jones) (Enhanced Recordings)
- 2016 – This Is Love (con Shanahan featuring Chris Ramos) (Enhanced Recordings)
- 2016 – Rewind (Enhanced Recordings)
- 2016 – Getaway (featuring Angel Taylor) (Enhanced Recordings)
- 2016 – Broken (con Jenaux featuring Adam Lambert) (Enhanced Recordings)
- 2016 – Escape (featuring Steph Jones)
- 2016 – Hung Up (con Sj featuring Emma Gatsby) (Enhanced Recordings)
- 2017 – Strangers (Enhanced Recordings)
- 2017 – Hey Mamama (Enhanced Recordings)
- 2017 – Wild Kind (con Varpu) (Enhanced Recordings)
- 2017 – Good Thing (featuring Laurell) (Enhanced Recordings)
- 2017 – Call Me (Enhanced Recordings)
- 2017 – Shinin' Bright (Enhanced Recordings / Spinnin' Records)
- 2018 – Calabasas (con SJ featuring Tima Dee) (Enhanced Recordings)
- 2018 – Out My Mind (Enhanced Recordings)
- 2018 – Horizon (con Seven Lions e Kill the Noise featuring Haliene) (Enhanced Music / Ophelia)
- 2018 – Ready (con Sultan & Shepard featuring Zach Sorgen) (Enhanced Music)
- 2018 – Just Like You (con Apek featuring Meron Ryan) (Enhanced Music)
- 2018 – Love U Right (featuring Lourdiz) (Enhanced Music)
- 2018 – U Found Me (Enhanced Music)
- 2018 – Gonna Be Alright (featuring Mozella) (Enhanced Music)
- 2018 – When I'm With U (featuring Maia Wright) (Enhanced Music)
- 2019 – Easy (con Kapera featuring Ryann) (Enhanced Music)
- 2019 – Hard Pass (con Ryann) (Enhanced Music)
- 2019 – Diamonds (featuring Rosie Darling) (Enhanced Recordings)
- 2019 – Real (con Evalyn) (Enhanced Recordings)
- 2019 – Little Bit of Love (featuring Rachel Platten)(Enhanced Recordings)
- 2019 – Never Be the Same (featuring Rosie Darling)
- 2020 - Long Way Home (featuring HALIENE, SCHALA and Jorza) (Enhanced Music)

### Remixes
- 2008 – Jaytech - Pepe's Garden (Tritonal Air Up There Mix)
- 2008 – Dobenbeck featuring Joanna  - Please Don't Go (Tritonal Remix)
- 2008 – Andrelli and Blue - Transparent (Tritonal's Air Up There Remix)
- 2008 – Jaytech - Vela (Tritonal Air Up There Mix)
- 2009 – Masoud Featuring Josie - Leave It All Behind (Tritonal Air Up There Mix)
- 2009 – Solarstone Featuring Essence - Lunar Rings (Tritonal Remix)
- 2009 – David Forbes - Sunrise (Tritonal's Air Up There Mix)
- 2009 – RST and Jared Knapp - Encompass (Tritonal Remix)
- 2009 – Ronski Speed featuring Jared Knapp - Encompass (Tritonal Remix)
- 2009 – Ferry Corsten - We Belong (Tritonal Air Up There Remix)
- 2010 – Dresden and Johnston featuring Nadia Ali and Mikael Johnston - That Day (Tritonal Air Up There Remix)
- 2010 – Einar K - Schiphol (Tritonal Air Up There Remix)
- 2010 – Nadia Ali - Fantasy (Tritonal Air Up There Remix)
- 2010 – Mike Sonar and Solis - Firenova (Tritonal Air Up There Remix)
- 2011 – Norin and Rad vs. Recurve - The Gift (Tritonal Air Up There Remix)
- 2011 – Steve Brian and Noel Gitman - Luna System (Tritonal Remix)
- 2011 – Kyau & Albert - Once in a Life (Tritonal Remix)
- 2011 – Sun Decade featuring Emma Lock - Got Me (Tritonal Remix)
- 2011 – Matt Lange featuring Cristina Soto - The Other Shore (Tritonal Air Up There Remix)
- 2012 – Super8 and Tab - Awakenings (Tritonal Remix)
- 2012 – Markus Schulz feat Adina Butar - Caught (Tritonal Remix)
- 2012 – Cosmic Gate featuring Cary Brothers - Wake Your Mind (Tritonal Remix)
- 2013 – Armin van Buuren featuring Aruna - Won't Let You Go (Tritonal Remix)
- 2014 – Zedd featuring Matthew Koma and Miriam Bryant - Find You (Tritonal Remix)
- 2014 – Hardwell featuring Matthew Koma - Dare You (Tritonal Remix)
- 2014 – Chris Tomlin - Waterfall (Tritonal Remix)
- 2014 – Cash Cash - Surrender (Tritonal Remix)
- 2015 – Adam Lambert - Ghost Town (Tritonal Remix)
- 2016 – Ellie Goulding - Army (Tritonal Remix)
- 2016 – Gareth Emery feat Alex and Sierra - We Were Young (Tritonal Remix)
- 2017 – Zedd and Alessia Cara - Stay (Tritonal Remix)
- 2017 – LEVV - Collateral Damage (Tritonal Remix)
- 2017 – The Chainsmokers - Honest (Tritonal Remix)
- 2018 – 5 Seconds of Summer - Want You Back (Tritonal Remix)
- 2018 – Justin Caruso featuring Cappa and Ryan Hicari - More Than A Stranger (Tritonal Remix)
- 2018 – Cheat Codes - Home (Tritonal Remix)
- 2019 – Vigiland - Strangers (Tritonal Remix)